# Кюбек, Карл Фридрих фон
Карл Фридрих фон Кюбек, барон фон Кюбау (нем. Karl Friedrich von Kübeck, Freiherr von Kübau; чеш. Karel Bedřich Kübeck; 28 октября 1780, Иглау — 11 сентября 1855, Хайдерсдорф-Вейдлингау, ныне в черте Вены) — австрийский государственный служащий и политик немецкого происхождения, родом из Моравии, времён жизни Меттерниха.
Безуспешно пытался исправить недостатки австрийского административного устройства. События 1848 года заставили его выйти в отставку. После торжества реакции был представителем Австрии во франкфуртском сейме.

## Биография
Он начал свою карьеру, учась в гимназии в Зноймо и продолжил в Венском университете и Шарль-Фердинандове университете в Праге. Он начал с изучения медицины, которую он поменял на изучение прав и политических теорий. Будучи студентом Вены, он обучал людей игре на фортепиано, так он и познакомился с Людвигом Ваном Бетховеном. В 1797 году во время обучения вступил в армию, хотел быть офицером, но в конечном итоге обучение закончил и получил место в государственном управление, как офисный рабочий в Оломоуцком региональном бюро (1800).
Спустя пять лет он уже работал в качестве помощника Канцлейсекретара судмедэксперта Рудольфа Врбны (1805). А в 1807 году он был назначен в придворную палату.

## Председатель  палаты
В 1808 году он женился на Фанни Багер. Он уступил место секретарю суда и работал заместителем военного министра Карла Зичема в качестве армейского комиссара (1809). В этом статусе он познакомился с писателем Фридрихом Шлегелем. Образованный, ловкий и, по-видимому, достойно стремящийся Кюбек начал свою головокружительную карьеру. Стал крупным чиновником, хорошим политиком и продвинутых экономистом с необыкновенными заслугами за развитие железных дорог и телеграфов в австрийской монархии.
В 1815 году он участвовал в создании Австрийского национального банка (открыт в 1818 году). В начале 20-х годов XIX века он участвовал в организации конгрессов Святого альянса в Любляне и Вероне. Он был близок к императору Франциску I. Он организовал поездку в Италию в 1825 году.
В 1840 году он стал президентом Австрийской придворной палаты, таким образом, самым высоким человеком за счет австрийских финансов. Историк Отто Урбан сообщается, что его появление в этой функции был получен частей аристократических кругов смущения, потому что Кюбек был среди родовой знати и возникла из рядов смотритель элиты. Только в 1816 году он был повышен до рыцарского статуса, а в 1825 году-к свободному Господу.
Он был незаменим не только для императора, но и заслужил благосклонность русского царя. Наибольшую заслугу он получил в качестве создателя концепции государственных железных дорог и телеграфов. В 1841 году он представил императору Фердинанду I. систему построения железнодорожной сети для всей империи,  основной железнодорожные узлы должны быть частью государственной железной дороги. Для дороги в Триест он разработал вариант за пределами Венгрии через Земмеринг, который по сей день признан образцом гармоничного сочетания техники и природы. Заслуга была также о других ветвях, например о связи Прага, Усти-над-Лабем, Дрезден.
В 1846 году он представил ещё один крупный проект, построив государственную телеграфную сеть, которая существенно модернизировала связи по всей империи. В 1847 году он стоял у рождения Австрийской академии наук. Он был политически против Коловрата и Меттерниха.

## Действия во время революции 1848 года
Его политическая карьера продолжалась и во время революционного 1848 года. С 20 марта 1848 до 2 с апреля 1848 года он занимал должность министра финансов Австрийской империи.
На выборах 1848 года он был избран австрийским Рейхстагом. Он представлял избирательный округ Вены-внутренний город II в Нижней Австрии, как президент Федерального Центрального комитета. В списке депутатов от января 1849 года больше нет. Он также выступал в качестве депутата всенемецкого Франкфуртского парламента.

## Президент Рейхсовета
В 1851-55 годах он занимал пост президента Рейхсовета. Во главу (тогда ещё формировавшегося) органа был назначен 5 декабря 1850 года согласно так называемой мартовской конституции 1849 года. Затем он добился изменения компетенций в своём уставе, опубликованном 18 апреля 1851 года. В течение года в 1851 году,  участвовал в общем обзоре конституционной системы.
Как один из архитекторов неоабсолютизма, в начале 1852 году от Франца Иосифа I получил Императорский австрийский орден Леопольда. Отто Урбан упоминает, что в начале 50-х годов Кюбек был крупным политическим игроком, единственным, кто конкурировал с властью Феликса Шварценберга. Сам Кюбек не считал благородством быть правителем монархии. Рассматривал революционные события 1848 года, так, что роль дворянства в них был постоянно подломлена система необходимо опереться на армию и церковь. Однако во времена Крымской войны его влияние уменьшалось, как и управляемый им Рейхсоветом.

## Смерть и наследие
Он умер от холеры 11 сентября 1855 года в Зайберсдорфе в Вене. Его личная жизнь была не очень счастливой, из двух браков у него было восемь детей, из пяти сыновей выжил только младший Макс Кюбек. Он долгое время служил депутатом Моравского земного собрания и Рейхсоветом.
Его племянник Гвидо Кюбек фон Кюбау является австрийским государственным чиновником и вице-президентом. Внучка бланш Кюбек фон Кюбау была писателем.
До сих пор о Карле Кюбеке напоминает бывшая каменноугольная шахта Кюбека, основанную в свое время государственной комиссией. Шахта была в эксплуатации с 1842 по 1997 год. Рядом с ней находится остановка общественного транспорта Кюбек.